# American Music Awards 1984
Die elften American Music Awards wurden von der American Broadcasting Company (ABC) am 16. Januar 1984 ausgestrahlt. Die Veranstaltung fand im Shrine Auditorium in Los Angeles, Kalifornien statt. Moderator war Lionel Richie.

## Gewinner und Nominierte
| Kategorie                        | Gewinner                                            | Nominierungen |
| -------------------------------- | --------------------------------------------------- | --- |
| Pop/Rock Category                |                                                     | |
| Favorite Pop/Rock Male Artist    | Michael Jackson                                     | David Bowie Billy Joel Lionel Richie                                                                                  |
| Favorite Pop/Rock Female Artist  | Pat Benatar                                         | Stevie Nicks Donna Summer Bonnie Tyler                                                                                |
| Favorite Pop/Rock Band/Duo/Group | Daryl Hall & John Oates                             | Def Leppard Men at Work The Police                                                                                    |
| Favorite Pop/Rock Album          | Michael Jackson – Thriller                          | Def Leppard – Pyromania The Police – Synchronicity OST – Flashdance                                                   |
| Favorite Pop/Rock Song           | Michael Jackson – Billie Jean                       | Irene Cara – Flashdance … What a Feeling The Police – Every Breath You Take Bonnie Tyler – Total Eclipse of the Heart |
| Favorite Pop/Rock Video          | Michael Jackson – Beat It                           | Michael Jackson – Billie Jean Billy Joel – Tell Her About It                                                          |
| Soul/R&B Category                |                                                     | |
| Favorite Soul/R&B Male Artist    | Michael Jackson                                     | Rick James Prince Lionel Richie                                                                                       |
| Favorite Soul/R&B Female Artist  | Aretha Franklin                                     | Angela Bofill Irene Cara Donna Summer                                                                                 |
| Favorite Soul/R&B Band/Duo/Group | Gladys Knight & The Pips                            | DeBarge The Gap Band The Isley Brothers                                                                               |
| Favorite Soul/R&B Album          | Michael Jackson – Thriller                          | Gladys Knight & The Pips – Visions Prince – 1999 Lionel Richie – Lionel Richie                                        |
| Favorite Soul/R&B Song           | Lionel Richie – All Night Long (All Night)          | Michael Jackson – Billie Jean Rick James – Cold Blooded Mtume – Juicy Fruit                                           |
| Favorite Soul/R&B Video          | Michael Jackson – Beat It                           | Michael Jackson – Billie Jean Donna Summer – She Works Hard for the Money                                             |
| Country Category                 |                                                     | |
| Favorite Country Male Artist     | Willie Nelson                                       | Charley Pride Kenny Rogers Conway Twitty                                                                              |
| Favorite Country Female Artist   | Barbara Mandrell                                    | Janie Fricke Crystal Gayle Sylvia                                                                                     |
| Favorite Country Band/Duo/Group  | Alabama                                             | The Oak Ridge Boys Kenny Rogers & Dolly Parton The Statler Brothers                                                   |
| Favorite Country Album           | Alabama – The Closer You Get…                       | Lee Greenwood – Somebody’s Gonna Love You Merle Haggard & Willie Nelson – Pancho & Lefty                              |
| Favorite Country Song            | Kenny Rogers & Dolly Parton – Islands in the Stream | Alabama – Dixieland Delight John Anderson – Swingin’ The Oak Ridge Boys – Love Song                                   |
| Favorite Country Video           | Alabama – Dixieland Delight                         | Merle Haggard & Willie Nelson – Pancho & Lefty Dolly Parton – Potential New Boyfriend                                 |
| Ehrenpreis                       |                                                     | |
| Michael Jackson                  |                                                     | |

## Auftritte
| Künstler                           | Lied(er)                                          |
| ---------------------------------- | ------------------------------------------------- |
| Lionel Richie                      | All Night Long (All Night)                        |
| Barry Manilow                      | Read 'Em and Weep                                 |
| Alabama                            | Roll On (Eighteen Wheeler)                        |
| Culture Club                       | Karma Chameleon (live aus London)                 |
| Irene Cara                         | Flashdance... What a Feeling                      |
| Barry Manilow                      | Tribute to Michael Jackson: I'll Be There         |
| Lionel Richie                      | Medley: Still Lady                                |
| Barbara Mandrell Richard Carpenter | Tribute to Karen Carpenter: We've Only Just Begun |
| Janie Fricke                       | Let's Stop Talkin' About It                       |